# La Chambre du fils
Cet article concerne le film de Nanni Moretti. Pour le téléfilm d'Alex de la Iglesia, voir La Chambre du fils (téléfilm).
Pour plus de détails, voir Fiche technique et Distribution.
La Chambre du fils (La stanza del figlio) est un film italien de Nanni Moretti sorti en 2001, qui remporte notamment la Palme d'or du festival de Cannes 2001.

## Synopsis
Giovanni est un médecin psychanalyste renommé dans la cité portuaire de l'Italie où il exerce, Ancône. Avec sa femme Paola, ils vivent paisiblement avec leurs deux enfants en fin d'adolescence, Irene, l’aînée, et Andrea, le cadet : une vie ordinaire de travail, agrémentée par les repas familiaux, les loisirs et les sports. Le père s’enthousiasme pour les victoires de sa fille Irene au basket-ball et regrette le manque d'esprit de compétition de son fils au tennis. Ce quotidien sans heurt, mis à part le vol d’un fossile ammonite au collège dont Andrea et son copain sont accusés par un autre collégien, puis confusément dédouanés par pression parentale, bascule. Giovanni reste inquiet de l'incident où il a pressenti l'implication du fils qui a secrètement tout avoué à la mère.
Un dimanche matin, alors que la famille prend son petit-déjeuner, Giovanni propose à Andrea un jogging à travers la ville. Mais un patient de Giovanni appelle et Giovanni renonce à la sortie avec Andrea et se rend chez le patient.
Andrea, lui, part à la sortie de plongée sous-marine prévue avec son copain. Il est piégé dans une grotte sous-marine, dont il ne sort qu'en abandonnant son équipement de respiration.
La mort d'Andrea plonge la cellule familiale dans la douleur, l’harmonie se disloque. Giovanni est écrasé de culpabilité, car il pense que s’il ne s’était pas précipité pour rejoindre son patient un dimanche, Andrea et lui seraient partis courir ensemble et Andrea serait toujours en vie. La vie du couple s’effondre. Giovanni est incapable de poursuivre son métier de psychanalyste, il ne supporte plus d’écouter les autres se plaindre, lui qui a perdu son fils. Il en informe les patients, l'un d'entre eux casse tout dans le cabinet.
Une lettre d'amour arrive par voie postale, signée d'une petite amie inconnue d'Andrea, Arianna et décrit aux survivants la chambre du fils. Paola en éprouve une grande émotion, elle désire rencontrer Arianna. Giovanni se propose d'informer Arianna par lettre mais ne parvient pas à l'écrire. Paola, écoutant ses premiers sentiments, appelle Arianna au téléphone, lui faisant part de la triste nouvelle.
Arianna, arrive à l'improviste dans la famille d'Andrea au cours d'une rapide visite d'amitié. Elle voit d'abord Giovanni. Elle désire se recueillir un moment dans la chambre d'Andrea. Paola et Irene rentrent des courses. La famille d'abord décontenancée l'accueille à bras ouvert et l'invite à passer la nuit puisqu'elle est loin de chez elle. Mais Arianna avoue gênée que son ami Paul l'attend en bas ; ils doivent atteindre la frontière française avant le lever du jour où un bus les attend pour un voyage. Giovanni et Paola, en compagnie d'Irene les conduisent à un point d'auto-stop où ne circulent que peu de voitures puis, de proche en proche, jusqu'à la frontière, Menton. Le film se termine sur la plage des Sablettes à Menton, d'où l'on distingue encore la rive italienne dans le prolongement du quartier mentonnais de Garavan.

## Commentaire
Dans ce film, Nanni Moretti joue le rôle d'un psychanalyste lui-même perturbé. La mise en scène et le montage, très épurés, donnent à La Chambre du fils une certaine sobriété. La première partie du film montre la banalité du quotidien familial : des parents heureux, deux enfants : une fille et un garçon. Ce quotidien est bouleversé par la mort du fils. La seconde partie approfondit son étude psychologique par rapport à ce deuil soudain : la famille qui était alors unie, s’émiette. Chacun se referme sur sa douleur et, à cause de cela, se retrouve isolé. Giovanni ne peut envisager un futur sans Andrea, des flash-back de moments passés avec son fils ne cessent de hanter son esprit. Les personnages n’arrivent pas à exprimer la douleur qui les ronge. En effet, Giovanni est tout d’abord incapable d’annoncer la mort de son fils à ses amis par téléphone ; il ne le peut pas davantage dans la lettre qu’il tente en vain d'écrire à l’ancienne amie d’Andrea.

## Fiche technique
- Titre : La Chambre du fils
- Titre original : La stanza del figlio
- Réalisation : Nanni Moretti
- Scénario : Nanni Moretti, Linda Ferri, Heidrun Schleef (de)
- Musique : Nicola Piovani
- Photographie : Giuseppe Lanci
- Montage : Esmeralda Calabria
- Son : Alessandro Zanon
- Sociétés de production : Sacher Film, Bac Films, StudioCanal
- Pays de production :  Italie
- Langue originale : italien
- Genre : drame
- Durée : 99 minutes
- Dates de sortie :
  - Italie : 9 mars 2001
  - France : 18 mai 2001

## Distribution
- Nanni Moretti (VF : Dominique Collignon-Maurin) : Giovanni Sermonti
- Laura Morante (VF : Elle-même) : Paola Sermonti
- Jasmine Trinca : Irene Sermonti
- Giuseppe Sanfelice : Andrea Sermonti
- Sofia Vigliar : Arianna
- Stefano Accorsi : Tommaso
- Silvio Orlando : Oscar
- Antonio Petrocelli : Enrico
- Alessandro Ascoli : Stefano
- Marcello Bernacchini : Luciano
- Paolo De Vita : le père de Luciano
- Emanuele Lo Nardo : Filippo
- Lorenzo Alessandri : le père de Filippo
- Roberto Nobile : le prêtre
- Renato Scarpa : le principal
- Stefano Abbati : un patient
- Roberto De Francesco : le disquaire
- Claudio Santamaria : le vendeur d'articles subaquatiques
- Silvia Bonucci : Carla
- Dario Cantarelli : un patient
- Eleonora Danco : une patiente

## Distinctions
- 2011 :
  - Festival de Cannes - Palme d'or et Prix FIPRESCI[1]
  - David di Donatello[2]
  - Nastro d'Argent[3]

## Musique
- En plus de la musique de Nicola Piovani, Nanni Moretti a choisi deux chansons particulières pour La Chambre du fils :
  - Insieme a te non ci sto più, écrite par Paolo Conte et chantée par Caterina Caselli en 1969.
  - By This River, extrait de l'album Before and After Science de Brian Eno (dans le magasin de disques à la fin du film et dans le générique de fin).
- Le morceau que Moretti repasse compulsivement sur le lecteur CD vient de Water Dances de Michael Nyman.
- On entend le morceau New-York, New-York de Nina Hagen pendant la fête foraine.

## Tournage
- Le film a été entièrement tourné à Ancône, Menton et Roquebrune-Cap-Martin (Alpes-Maritimes).
- Une scène du film a été tournée dans un restaurant de Roquebrune-Cap-Martin, le Cocody Sun.